# First Depression
First Depression è il primo album in studio del gruppo musicale tedesco Depressive Age, pubblicato nel 1992 dalla GUN Records.

## Tracce
Testi di Jan Lubitzki e musiche di Jochen Klemp, eccetto dove indicato.
1. Awaits – 1:29
2. Beyond Illusions – 5:30 (testo: Peter Habermann)
3. The Light – 5:24 (testo: Peter Habermann – musica: Jan Lubitzki, Jochen Klemp)
4. No Risk – 3:57 (musica: Ingo Grigoleit, Jan Lubitzki, Tim Schallenberg)
5. Autumn Times – 7:02
6. Transition – 5:10 (testo: Peter Habermann)
7. Innocent in Detention – 6:27 (testo: Ingo Grigoleit, Jan Lubitzki – musica: Jochen Klemp, Jan Lubitzki)
8. Never Be Blind – 3:46 (testo: Peter Habermann – musica: Jan Lubitzki, Tim Schallenberg)
9. Circles Colour Red – 6:09 (testo: Peter Habermann – musica: Jochen Klemp, Jan Lubitzki)

## Formazione
- Jan Lubitzki – voce
- Jochen Klemp – chitarra solista
- Ingo Grigoleit – chitarra ritmica
- Tim Schallenberg – basso
- Norbert Drescher – batteria